# Храм Петра и Павла в Ясеневе
Храм святы́х первоверхо́вных апо́столов Петра́ и Па́вла в Я́сеневе — православный храм в районе Ясенево города Москвы. Относится к Параскево-Пятницкому благочинию Московской епархии Русской православной церкви. Подворье Оптиной Пу́стыни.
Главный престол освящён во имя святых апостолов Петра и Павла, приделы — во имя великомученицы Варвары и во имя преподобного Сергия Радонежского. Приставной престол освящён в честь иконы Божией Матери «Знамение».

## История
В бывшем здесь селе Ясенево (которое упоминается с XIV века именно как село, то есть в нём уже тогда был храм) находилось несколько православных церквей: в 1626 году здесь была построена деревянная церковь во имя священномучениц Веры, Надежды, Любови и матери их Софии, в 1674 году рядом со старой возведена новая двухэтажная церковь Знамения Пресвятой Богородицы.
Ныне существующее здание храма было возведено в 1751—1753 годах в стиле елизаветинского (позднего) барокко и освящено во имя святых первоверховных апостолов Петра и Павла. Владельцем села тогда был Феодор Авраамович Лопухин (умер в 1767 году; внук боярина Фёдора (Иллариона) Абрамовича Лопухина, тестя царя Петра I, сын Абрама Федоровича Лопухина, казнённого 9 ноября 1718 года по делу царевича Алексея); при нём же возле храма была построена усадьба Ясенево и разбит парк с аллеями и прудами.
Первоначально каменный храм состоял из одного (нынешнего восточного) кубовидного объёма холодного центрального придела, с восьмигранным барабаном, прорезанным восемью окнами и увенчанным куполом.
9 июля 1822 года в церкви состоялось венчание княжны Марии Волконской и подполковника Николая Толстого — родителей писателя Льва Толстого.
В период владения Ясеневым князя Сергея Гагарина произошла реконструкция храма. В 1832 году к нему были пристроены тёплый боковой придел в честь великомученицы Варвары (небесной покровительницы супруги князя) и колокольня. В 1860—1865 годах была осуществлена другая реконструкция, исправлявшая выявившиеся недостатки предыдущей. В результате храм Петра и Павла приобрёл облик, сохраняющийся до нашего времени: архитектура храма была приведена к типу трёхчастной осевой симметричной композиции «храм-притвор-колокольня», наиболее распространённому среди храмов России эпохи классицизма.
Храм имел три престола: центральный во имя святых апостолов Петра и Павла (антиминс освящён 26 февраля 1826 года), южный в честь преподобного Сергия Радонежского (антиминс освящён святителем Филаретом (Дроздовым) 20 октября 1861 года) и северный в честь святой великомученицы Варвары (антиминс освящён епископом Дмитровским Николаем в 1832 году).
В 1930-х годах храм, который к тому времени уже использовался под совхозный склад, закрыли (роспись храма не сохранилась). В 1973—1976 годах он был внешне отреставрирован, воздвигнуты кресты на храме и колокольне. При этом вся территория храма, огороженная забором, принадлежала авторемонтной базе и её складам.
В 1989 году храм с домом причта были переданы православной общине; был учреждён приход. Первым настоятелем храма был протоиерей Александр Торопов.
В феврале 1997 года храм передан московскому подворью монастыря Оптина пустынь. В храме продолжаются восстановительно-реставрационные работы: восстановлены два боковых придела, заканчивается установка нового резного дубового центрального иконостаса, написано большинство икон. Однако храм нуждается также в замене всего фундамента, который под действием грунтовых вод оказался полностью разрушенным.
23 ноября 2009 года в храме состоялось отпевание священника Даниила Сысоева. Чин отпевания возглавил архиепископ Истринский Арсений (Епифанов), в богослужении приняли участие благочинные города Москвы и многие представители московского духовенства. Территория вблизи храма была заполнена верующими, наблюдавшими церемонию прощания на установленном рядом с храмом большом экране. Прямая трансляция прощания осуществлялась на сайте РИА Новости, телеканале «Спас» и на портале Патриархия.ru. По окончании отпевания Святейший Патриарх Московский и всея Руси Кирилл совершил заупокойную литию у гроба почившего.
При храме действует воскресная школа, братство по оказанию помощи заключённым, патронажная служба, библиотека православной литературы, работает монастырская и церковная лавка.

## Духовенство
- архимандрит Мелхиседек (Артюхин) — настоятель храма
- протоиерей Алексий Сысоев
- иерей Николай Ненароков
- иерей Сергий Ишков
- диакон Геннадий Кондрашов (до апреля 2016 года)[6]
- иерей Александр Мишин (до мая 2021 года)

## Святыни
В храме находятся частицы мощей:
- апостола Андрея Первозванного,
- Николая Чудотворца,
- Святой Варвары,
- Татианы Римской,
- Екатерины Александрийской,
- Лазаря Четверодневного,
- Евфимия Великого,
- Григория Богослова,
- Космы и Дамиана,
- Стефана Первомученика,
- апостола Луки,
- великомученика Пантелеимона,
- Иоасафа Белгородского,
- Святого Трифона,
- великой княгини Елисаветы и инокини Варвары,
- Марии Магдалины,
- Александра Свирского,
- Филарета Московского,
- Илариона (Троицкого),
- Амвросия Оптинского,
- преподобных Оптинских Старцев: Льва, Макария, Моисея, Антония, Илариона, Анатолия «Старшего», Исаакия I, Иосифа, Варсонофия, Анатолия «Младшего», Нектария.

## Окормляемые учреждения
- интернат для инвалидов и престарелых № 6;
- детский приют в Ясеневе.

При храме организовано систематическое отправление продовольственных и вещевых посылок заключённым.